# Vundabar
Vundabar — американський інді-рок-гурт з Бостона, штат Массачусетс. До складу гурту входять Брендон Гейґен (вокал, гітара), Дрю Макдональд (ударні, синтезатор) та Зак Абрамо (бас-гітара).
Свій перший повноцінний альбом «Antics» гурт випустив у 2013 році. У 2015 році Vundabar випустили другий альбом під назвою «Gawk». 2017 року гурт виступив на Бостонському музичному фестивалі Calling. У лютому 2018 року відбувся реліз третього повноцінного альбому під назвою «Smell Smoke», який був записаний Кітом Абрамсом у студії звукозапису Headroom Studios у Філадельфії.  У березні 2020 року Vundabar випустили свій четвертий альбом «Either Light». П'ятий альбом «Devil for the Fire» вийшов 15 квітня 2022 року.
16 вересня 2022 року гурт випустив свій шостий повноцінний альбом «Good Old», що складався з семи пісень, записаних між релізами «Gawk» та «Smell Smoke», і чотирьох акустичних версій пісень, випущених раніше. 5 травня 2023 року відбувся реліз синглів «Digital Forest» і «Sugar Pill».

## Історія гурту
До Vundabar, Брендон Гейґен та Дрю Макдональд разом зі шкільними друзями складали гурт під назвою «No Nada», але він розпався у 2021 році, і кожен пішов своїм шляхом, окрім Гейґена та Макдональда. Фанати знайшли декілька старих пісень через нині недійсний акаунт Гейґена на платформі SoundCloud та через інші джерела. Під час навчання в коледжі, Макдональд познайомився із Заком Абрамо. Макдональд познайомив його з Гейґеном, і вони вирішили, що могли би створювати музику разом. У 2013 році вони випустили свій дебютний повноцінний альбом «Antics». У своєму другому альбомі «Gawk» 2015 року гурт задав суворіший тон, що додало міксу більш постпанкового звучання.
У середині 2016 року на інтерв'ю був представлений новий учасник гурту. Виявилось, що колишній басист, Зак Абрамо, покинув колектив задля роботи над своїм власним гуртом «Crag Mask», будучи там у ролі соліста та гітариста. Новим басистом став Ґрейсон Кертленд. Він продовжував з'являтися на живих концертах й інтерв'ю до 2018 року, доки гурт не заявив у Твіттері, що на їхньому наступному шоу Абрамо приєднається знову.
У 2018 році був випущений третій студійний альбом «Smell Smoke», який, згідно з інтерв'ю для лейблу «Audiotree», першопочатково був названий «Crack Mask». У своєму четвертому альбомі «Either Light», гурт змінив стиль та техніку написання пісень. В інтерв'ю для блогу «Allston Pudding» Гейґен розповів, що більшість пісень вони записували на піаніно чи синтезаторі замість гітари. Альбом містив елементи дженглу в декількох піснях та різні інструменти, такі як синтезатор, вібрафон чи акустична гітара. У 2021 році популярною в TikTok стала їхня пісня «Alien Blues», яка з того часу набрала понад 300 мільйонів прослуховувань у Spotify. У 2022 році Vundabar випустили свій п'ятий альбом під назвою «Devil for the Fire», а у вересні того ж року вийшов їхній шостий альбом «Good Old».
5 травня 2023 року гурт випустив два нових сингли, «Digital Forest» та «Sugar Pill».

## Музичний стиль
Музичний стиль гурту описується як інді-рок з елементами постпанку, дженгл-попа та серф-року.
Серед музичних натхненників гурт відзначає Діка Дейла, співак Брендон Гейґен також називає the Osees, басист Зак Абрамо — електронну музику на кшталт Burial, а барабанщик Дрю Макдональд — Tame Impala.
У своїх перших трьох альбомах Vundabar грають переважно на гітарі, бас-гітарі та на ударній установці. В альбомах «Either Light» і «Devil for the Fire» вони залучають ще синтезатор, електронні барабани та інші інструменти, такі як піаніно чи омнікорд.

## Лейбл Gawk Records
В інтерв'ю для музичного блогу Sound of Boston, Макдональд розповідає, що гурт заснував власний касетний лейбл під назвою «Gawk Records» для того, щоб уникнути фінансового тиску від приєдання до інших лейблів та розвивати спільноту артистів.

## Учасники гурту

#### Діючий склад
- Брендон Гейґен (Brandon Hagen) — вокал, гітара
- Зак Абрамо (Zack Abramo) — бас-гітара, бек-вокал
- Дрю Макдональд (Drew McDonald) — ударні, синтезатор[17]

#### Колишні учасники
- Ґрейсон Кертленд (Greyson Kirtland) — бас-гітара, бек-вокал

## Дискографія

### Студійні альбоми
- «Antics» (2013)
- «Gawk» (2015)
- «Smell Smoke» (2018)
- «Either Light» (2020)
- «Devil for the Fire» (2022)

### Збірні альбоми
- «Good Old» (2022)[19]

### Мініальбоми
- «Vundabar on Audiotree Live» (2017)
- «Vundabar» (2014)
- «Devil for the fire» (2022)

- «Vundabar» (2014)
- «Shuffle» (2017)
- «Acetone» (2017)
- «Devil for the Fire» (2021)
- «Alien Blues (Redux)» (2022)
- «Time» (2022)
- «Shadow Boxing» (2022)
- «Digital Forest / Sugar Pill» (2023)